# Balantiocheilos ambusticauda
Balantiocheilos ambusticauda är en fiskart som beskrevs av Ng och Maurice Kottelat 2007. Balantiocheilos ambusticauda ingår i släktet Balantiocheilos och familjen karpfiskar. IUCN kategoriserar arten globalt som akut hotad. Inga underarter finns listade.